# Audi Coupé B3
L'Audi Coupé B3 è la seconda generazione dell'Audi Coupé (codice interno Typ 89), una autovettura di fascia medio-alta prodotta dal 1988 al 1996 dalla casa automobilistica tedesca Audi.

## Profilo e storia

### Debutto
Per l'erede della Coupé su base B2 si vollero applicare tutti quei concetti introdotti con l'Audi 100 C3 e che stavano per essere applicati anche nella terza generazione dell'Audi 80, anch'essa in fase di sviluppo. Pertanto si volle una carrozzeria molto meno spigolosa e che offrisse più spazio rispetto a prima, rendendo la vettura ancora più fruibile. Per il disegno del corpo vettura ci si rifece ad un progetto del 1983, in cui si ipotizzò una possibile versione station wagon da affiancare alla berlina B3 al momento del suo lancio. Tale versione giardinetta venne ipotizzata con una coda a lunotto e montanti inclinati, esattamente come avvenne proprio in quel periodo nella contemporanea Audi 100, la cui versione Avant fu caratterizzata proprio dalla forte inclinazione in avanti dei montanti e del lunotto, in maniera tale da favorire la penetrazione aerodinamica. In realtà, questa giardinetta non vedrà mai la luce e rimarrà alla stadio di prototipo, ma le sue caratteristiche verranno riprese per la studio della nuova coupé, fermo restando che in quest'ultimo caso si sarebbe trattato di una vettura a due sole porte. Anzi tre, perché per incrementare la praticità della vettura, si decise di rinunciare al piccolo sportello posteriore in favore di un grande portellone che integrasse il lunotto. Insomma, coupé sì, ma con un occhio di riguardo al comfort, all'abitabilità e alla praticità. Questi in fondo furono tra i requisiti principali richiesti per il nuovo modello. Ma non solo questi: si volle anche conferire alla nuova coupé un temperamento più grintoso, quando non addirittura aggressivo. Per questo non si volle più includere nella gamma motorizzazioni fiacche come il 1.8 da 90 CV o addirittura, in alcuni mercati, il 1.6 da 75 CV che avevano equipaggiato le versioni di accesso della precedente gamma B2 (Typ 81) per gli addetti ai lavori). Tant'è vero che per la base meccanica di partenza per la Typ 89 non si scelse l'Audi 80 vera e propria, ma la sua declinazione più ricca e motoristicamente più potente, ossia l'Audi 90. E a partire da tale base meccanica si preventivò fin da subito di utilizzare motorizzazioni ancora più potenti ed affini a quelle previste per la quarta generazione dell'Audi 100, che era ancora di là da venire.
Il debutto della Coupé B3 avvenne nell'autunno del 1988, poco più di un anno dopo la precedente coupé, che invece uscì di listino nel luglio 1987.

### Design esterno ed interno
La nuova coupé di casa Audi si presentò come una vettura dai volumi più compatti, leggermente più corta del modello precedente (54 mm in meno) e leggermente più larga e più alta. La sua carrozzeria a due volumi e mezzo e a tre porte dava nel complesso un'impressione di solidità e robustezza, impressione accentuata dalla linea di cintura molto più alta. Le superfici vetrate laterali erano di conseguenza molto più ridotte in altezza. Rispetto alla precedente coupé la carrozzeria fu caratterizzata dall'abbondanza di spigoli arrotondati e da una quasi totale assenza di spigoli vivi, come nelle berline 80 e 90. La parentela con l'Audi 90 era evidente anche osservando il frontale, disegnato a partire da due linee orizzontali parellele all'interno delle quali venne inserita la mascherina nera a grigliatura quadrettata ed i gruppi ottici rettangolari con indicatori di direzione a plastiche bianche. Lo stesso dicasi per la fascia posteriore in plastica rossa, integrante i gruppi ottici posteriori, anch'essi rettangolari. Si trattava anche in questo caso di un contenuto stilistico derivante direttamente dall'Audi 90 e solo da questo modello, giacché l'Audi 80 era invece priva della plastica centrale di collegamento tra i due gruppi ottici. Ma soprattutto, la coda era caratterizzata da un ampio portellone grazie al quale si facilitava l'accesso al bagagliaio, che per contro offriva una capacità complessiva leggermente inferiore, fermandosi a 359 litri disponibili contro i 370 della precedente coupé.

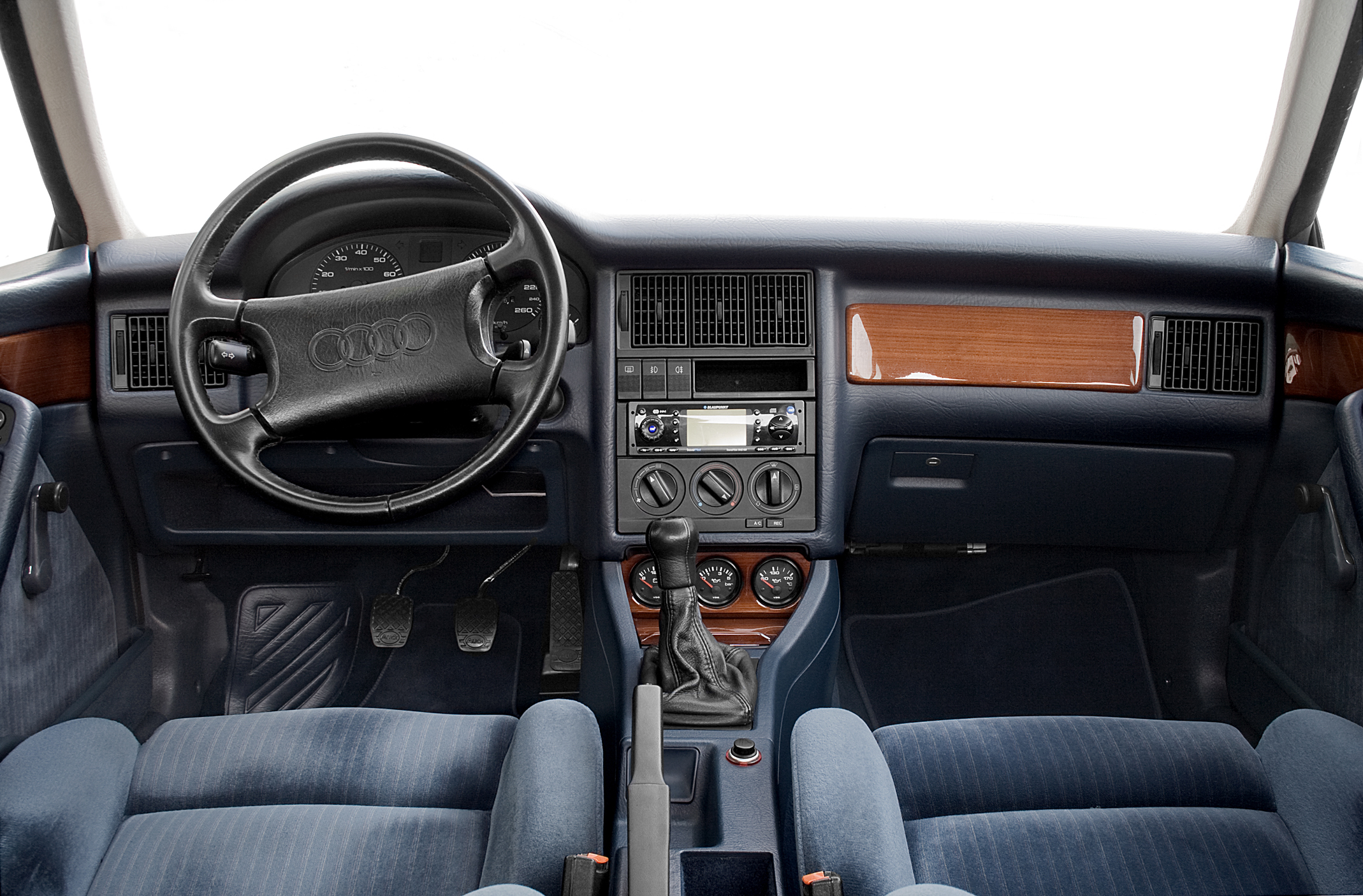
Gli interni di una Audi Coupé 2.3E

L'abitacolo della Typ 89 era anch'esso simile a quello dell'Audi 90, ma con in più l'aggiunta di alcuni accessori, tra cui l'amperometro e l'indicatore di pressione e temperatura dell'olio. Per il resto, erano di origine Audi 90 il volante a quattro razze, la console centrale con tre bocchette rettangolari affiancate e tre manopole per l'impianto di climatizzazione, il raccordo fra console centrale e tunnel centrale e la disposizione generale di spie e strumenti nel cruscotto. I tre strumenti supplementari era posti nella zona bassa della console, fatto che all'epoca destò più di una perplessità per la difficoltà di lettura degli stessi. Nel complesso era percepibile un più alto livello di qualità ed eleganza, riscontrabili per esempio negli inserti in radica visibili nelle versioni più ricche. Lo spazio per i passeggeri era buono, considerando il genere di vettura, anche relativamente all'abitabilità posteriore, dove due persone riuscivano a stare comode, pur essendovi delle oggettive difficoltà ad accedere al divano posteriore a causa della presenza di due sole porte. A proposito del divano, esso aveva uno schienale abbattibile, per cui era possibile aumentare in questo modo la capacità di carico del pratico, ma piccolo bagagliaio.

### Struttura, meccanica e motori

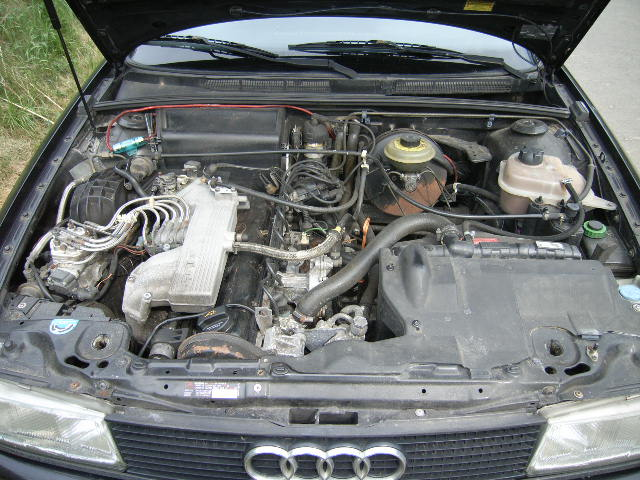
Il vano motore di un'Audi Coupé con motore da 2,3 litri

Si è già parlato in più di un'occasione della base di meccanica di partenza, condivisa con l'Audi 90 più ancora che con le più paciose Audi 80 coeve. L'architettura meccanica era quindi quella consueta, con motore anteriore longitudinale e trazione anteriore o trazione integrale permanente, quest'ultima ottenuta mediante un differenziale centrale Torsen che in condizioni normali ripartiva esattamente a metà fra i due assi la coppia motrice erogata dal motore, ma che in caso di necessità poteva arrivare al 75% all'anteriore o al posteriore. I due differenziali presenti su ogni asse erano invece di tipo aperto, ma quello anteriore era bloccabile manualmente dal conducente. Si tratta del sistema quattro di seconda generazione utilizzato su tutte le Audi a trazione integrale prodotte tra la fine degli anni '80 e gran parte del decennio seguente. Lo schema sospensivo prevedeva su tutta la gamma un avantreno di tipo MacPherson, mentre il retrotreno prevedeva due soluzioni differenti a seconda del tipo di trazione. I modelli a trazione anteriore montavano un ormai superato schema ad assale rigido con barra Panhard con bracci longitudinali, mentre quelli a quattro ruote motrici prevedevano una soluzione MacPherson anche per l'asse anteriore. L'impianto frenante era a disco sulle quattro ruote, i dischi anteriori erano autoventilanti e l'ABS era di serie per le versioni a trazione integrale.
Al suo debutto l'Audi Coupé Typ 89 (oppure B3) era prevista in due motorizzazioni, entrambe a 5 cilindri:
- 2.3E: motore monoalbero da 2309 cm3, con alimentazione ad iniezione e potenza massima di 136 CV;
- 2.3E 20v: motore bialbero da 2309 cm3, con alimentazione ad iniezione e potenza massima di 170 CV.

Ognuna di queste due motorizzazione era a sua volta disponibile sia a trazione anteriore che integrale. Indipendentemente da ciò, il cambio utilizzato era di tipo manuale a 5 marce. In altri mercati esteri erano previste alcune motorizzazioni specifiche, come quelli da 1,9 litri oppure da 2,2 litri. In seguito arriveranno altre motorizzazioni specifiche per alcuni mercati esteri.

### Evoluzione

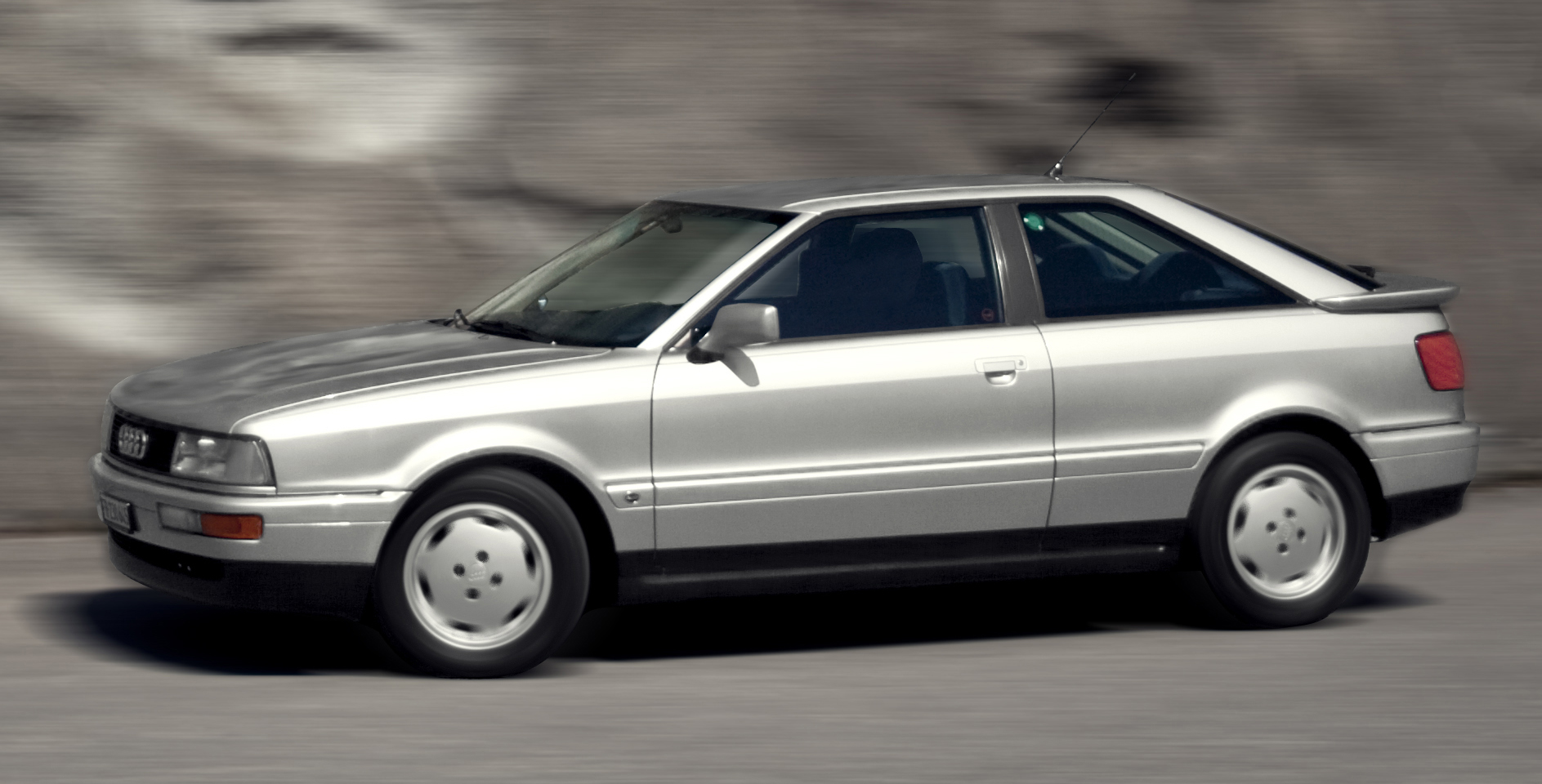
Una Coupé 2.3E

A partire dal mese di ottobre del 1988, la commercializzazione dell'Audi Coupé Typ 89 venne avviata gradualmente in tutta Europa. All'inizio del 1989, per alcuni mercati esteri venne proposto un motore di base di 1,8 litri e 113 CV, (lo stesso della Golf GTI 8V). Nel maggio dello stesso anno, in molti altri Paesi europei la gamma venne ampliata verso il basso con l'arrivo di un motore a 4 cilindri da 2 litri con potenza massima di 115 CV. In agosto, ancora una volta solo per alcuni mercati esteri, venne introdotto un altro motore da 2 litri, stavolta a 5 cilindri, con distribuzione bialbero a 4 valvole per cilindro e potenza massima di 160 CV. Nel marzo del 1990, il motore monoalbero da 2,3 litri vide la propria potenza scendere da 136 a 133 CV, non per la presenza di un catalizzatore, ma per la profilatura dell'asse a camme, leggermente meno spinta. Analogamente, anche il motore 2 litri 20V accusò a partire da luglio un calo di potenza, da 170 a 167 CV, ma stavolta ciò fu dovuto al montaggio di un collettore di scarico leggermente meno performante. Questi primi due anni di commercializzazione della Coupé furono anche i più fruttuosi per questo modello, che venne venduto in quasi 33.000 esemplari solo in questo periodo, dei quali oltre 17.000 nel 1989 e quasi 16.000 durante tutto l'anno successivo. In realtà, la Typ 89 non riscuoterà lo stesso successo della precedente coupé Typ 81/85: la sua produzione totale, che non raggiungerà neppure la metà degli esemplari della precedente coupé, rimarrà negli anni a testimoniare questo insuccesso.

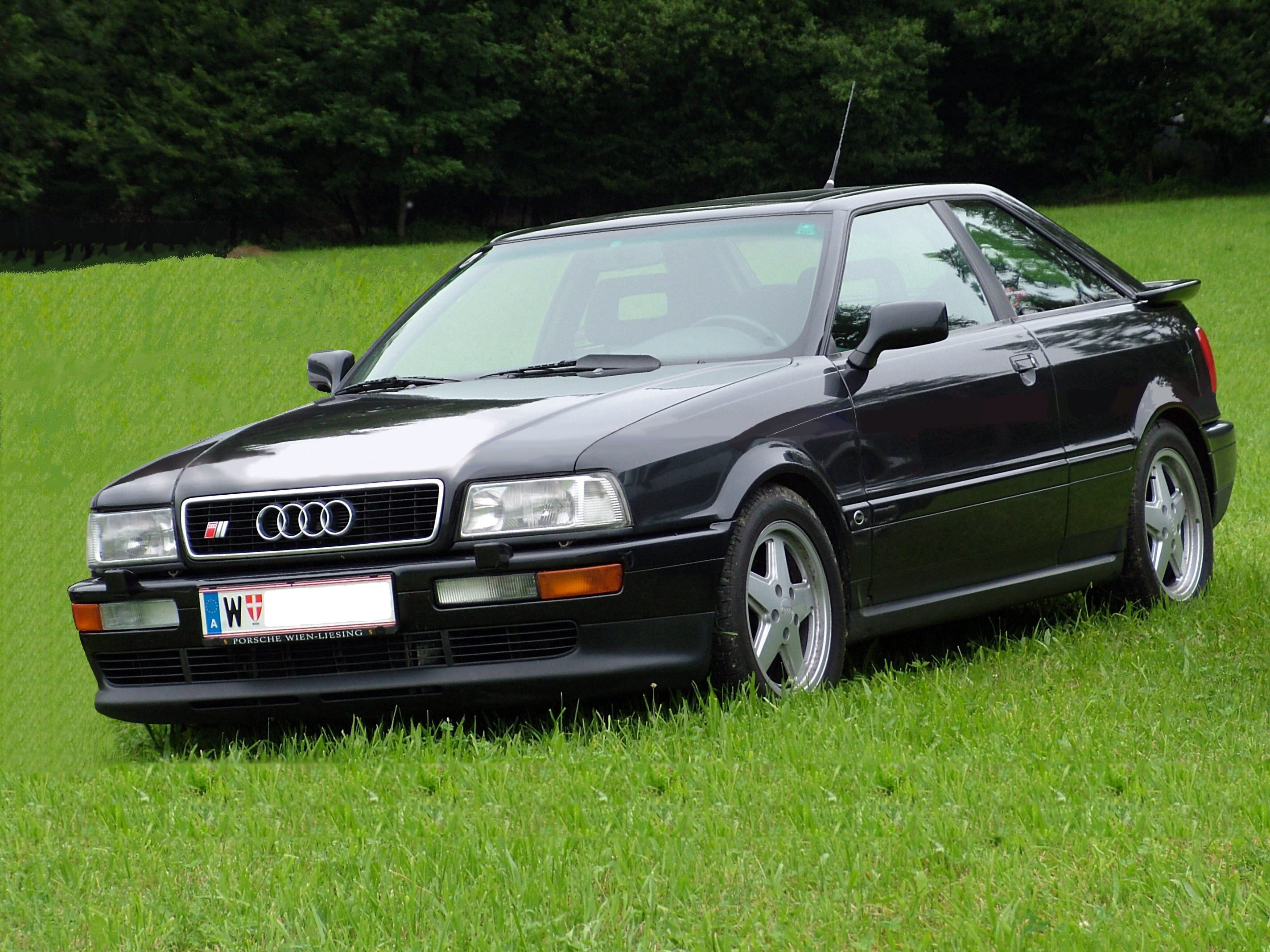
Una S2 Coupé, versione di punta della Coupé Typ 89

I sintomi di questo insuccesso si vedranno anche nella S2 Coupé, versione top di gamma introdotta nel settembre 1990 e concepita come erede della gloriosa Audi quattro. La S2 Coupé si distingueva per il frontale, ridisegnato in modo da somigliare di più all'ammiraglia V8 e che anticipava di un paio di anni il restyling che avrebbe dato origine alla quarta generazione dell'Audi 80. Tale frontale non era più costituito da una fascia integrante quasi in sol pezzo mascherina e gruppi ottici, ma evidenziava nettamente la separazione fra questi ultimi e la calandra, divisi dalla nuova cornice della calandra stessa, verniciata in tinta con la carrozzeria. Disponibile solo a trazione integrale, la S2 Coupé era equipaggiata con un motore da 2226 cm3 sovralimentato mediante turbocompressore ed in grado di erogare fino a 220 CV di potenza massima. In generale, il comparto meccanico e motoristico di questa versione era identico a quello della berlina S2.
Il frontale della S2 fu anche il principale elemento distintivo di tutta la gamma della Coupé a partire dal luglio 1991, quando un restyling all'intera gamma allineò le soluzioni stilistiche della S2 alle restanti versioni della Typ 89, ma anche alla neonata Audi 80 B4. Internamente, cambiarono i rivestimenti ed alcuni altri dettagli. Per quanto riguarda la gamma motori, tutte le unità propulsive furono munite di catalizzatore, mentre vi fu il debutto del primo motore V6 per la Coupé e più in generale per tutti i modelli derivati dall'Audi 80: questo motore era di tipo monoalbero, aveva una cilindrata di 2771 cm3 ed erogava una potenza massima di 174 CV. Tale motorizzazione fu prevista sia a due che a quattro ruote motrici.

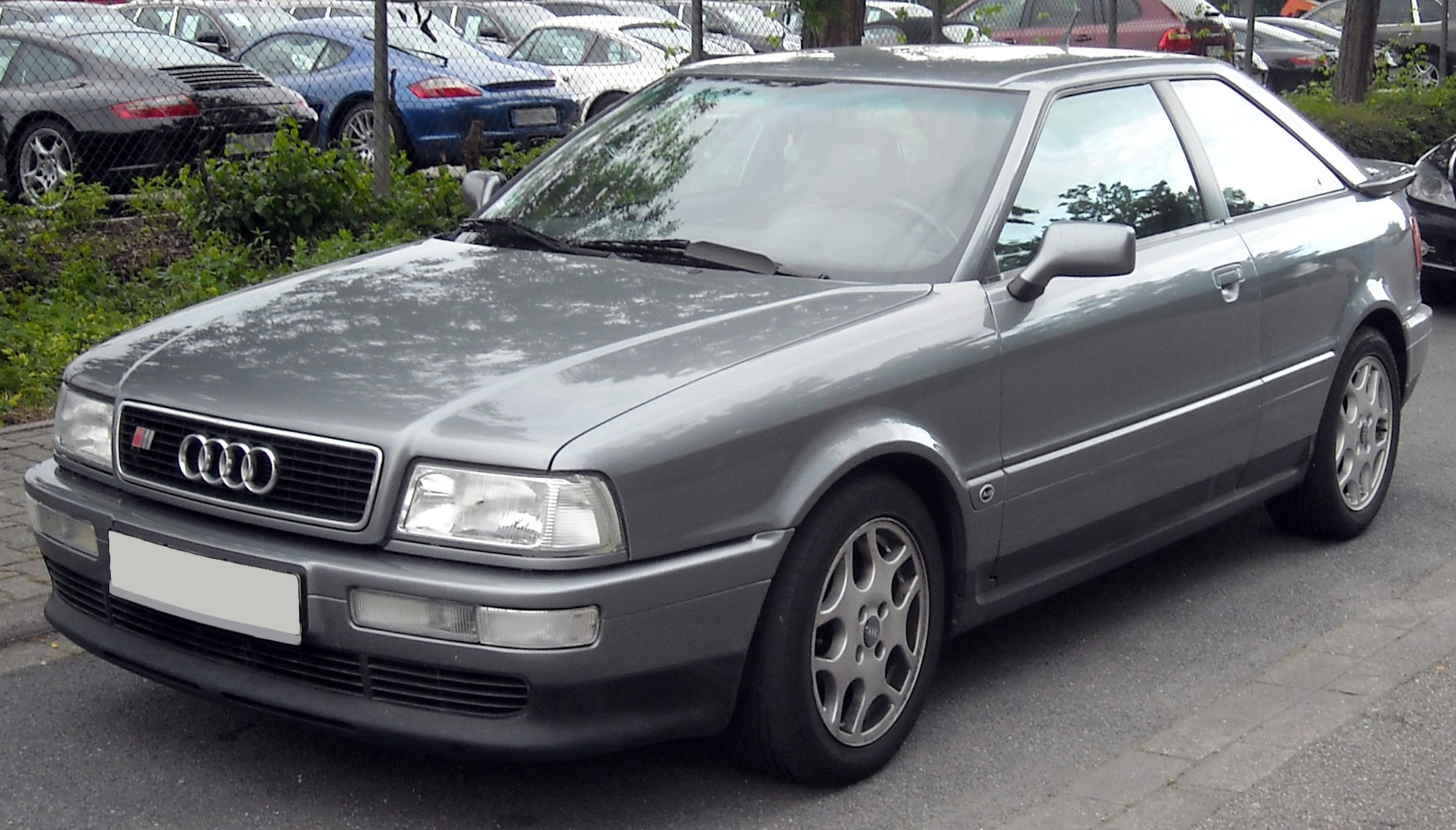
Un'Audi Coupé restyling del 1991

Un anno dopo il restyling, venne introdotto un motore bialbero da 2 litri in grado di erogare fino a 140 CV di potenza: tale motore fu anch'esso previsto per varie esigenze a seconda dei tanti mercati in cui venne previsto: in alcuni mercati andò a porsi come alternativa alle unità a 5 cilindri previste invece altrove. Questo motore andò inoltre a porsi come motorizzazione intermedia fra il 2 litri monoalbero di base (nel frattempo passato da 113 a 115 CV) e il V6 2.8 da 174 CV. Si trattò in pratica di una motorizzazione intermedia e trasversale per tutti i mercati e semplificando notevolmente la gamma con motorizzazioni ben distinte fra loro. Contemporaneamente venne introdotto anche un nuovo motore V6 monoalbero, questa volta da 2,6 litri e 150 CV di potenza massima, anche questo solo per alcuni mercati. Due mesi dopo, la S2 vide la propria potenza lievitare da 220 a 230 CV, nonché l'arrivo di un cambio a 6 marce.
A questo punto, cominciò la fase discendente della carriera commerciale della Typ 89: alla fine del 1993 venne tolto dal listino il motore monoalbero da 2,3 litri e 133 CV. Gradualmente, anche altre motorizzazioni scomparvero dai listini: quando alla fine del 1996 l'intera gamma cessò di essere prodotta e commercializzata, in listino erano presenti solo tre motori, ossia il 2 litri monoalbero da 115 CV, il 2 litri bialbero da 140 CV e il 2.3 da 133 CV, laddove previsto. In totale la produzione ammontò a 73.858 esemplari.
L'eredità dell'Audi Coupé non ebbe un modello immediato: nell'ottobre del 1998 venne introdotta l'Audi TT, che però era più compatta e basata su un pianale di segmento C, mentre una vera erede si ebbe solo a partire dal 2007 con l'arrivo dell'Audi A5.

## Tabella riepilogativa
| Audi Coupé B3 (1988-96)                                                             |             |            |                                                                                    |                |               |           |                    |                    |              |                     |                    |                    |                    |
| Modello                                                                             | Motore      | Cilindrata | Alimentazione                                                                      | Potenza CV/rpm | Coppia Nm/rpm | Trazione  | Cambio/ N°rapporti | Massa a vuoto (kg) | Velocità max | Acceler. 0–100 km/h | Consumo (l/100 km) | Anni di produzione | Esemplari prodotti |
| 1.8 E1                                                                              | EA827 (PB)  | 1781       | Iniezione elettromeccanica indiretta Bosch KE-Jetronic                             | 113/5800       | 160/3400      | Anteriore | Manuale 5 marce    | 1.130              | 196          | -                   | 9,2                | 01/1989-07/19911   |                    |
| 2.0 E                                                                               | EA827 (3A)  | 1984       | Iniezione elettromeccanica indiretta Bosch KE-Jetronic                             | 113/5300       | 170/3250      | Anteriore | Manuale 5 marce    | 1.130              | 196          | 10"9                | 8,3                | 05/1989-07/1990    |                    |
| 2.0 E                                                                               | EA827 (AAD) | 1984       | Iniezione elettronica indiretta Bosch Motronic                                     | 115/5400       | 168/3700      | Anteriore | Manuale 5 marce    | 1.130              | 196          | 10"9                | 8,3                | 07/1990-07/1991    |                    |
| 2.0 16v                                                                             | EA827 (ACE) | 1984       | Iniezione elettronica indiretta Bosch Motronic                                     | 140/5900       | 185/4500      | Anteriore | Manuale 5 marce    | 1.145              | 207          | 9"4                 | 9                  | 08/1992-12/1996    |                    |
| 2.0 20v2                                                                            | EA828 (NM)  | 1994       | Iniezione elettronica indiretta HITACHI                                            | 160/6200       | 196/4500      | Anteriore | Manuale 5 marce    | 1.125              | -            | -                   | 10                 | 08/1989-07/19912   |                    |
| 2.0 20v quattro2                                                                    | EA828 (NM)  | 1994       | Iniezione elettronica indiretta HITACHI                                            | 160/6200       | 196/4500      | Integrale | Manuale 5 marce    | 1.245              | 215          | 9"2                 | 10,8               | 08/1989-07/19912   |                    |
| 2.3 E                                                                               | EA828 (NG)  | 2309       | Iniezione elettromeccanica indiretta Bosch KE-Jetronic                             | 136/5700       | 189/4500      | Anteriore | Manuale 5 marce    | 1.165              | 206          | 9"2                 | 8,8                | 10/1988-12/1989    |                    |
| 2.3 E                                                                               | EA828 (NG)  | 2309       | Iniezione elettromeccanica indiretta Bosch KE-Jetronic                             | 133/5500       | 186/4400      | Anteriore | Manuale 5 marce    | 1.165              | 206          | 9"2                 | 8,8                | 01/1990-12/1993    |                    |
| 2.3 E quattro                                                                       | EA828 (NG)  | 2309       | Iniezione elettromeccanica indiretta Bosch KE-Jetronic                             | 136/5700       | 189/4500      | Integrale | Manuale 5 marce    | 1.275              | 206          | 9"2                 | 9,4                | 10/1988-12/1989    |                    |
| 2.3 E quattro                                                                       | EA828 (NG)  | 2309       | Iniezione elettromeccanica indiretta Bosch KE-Jetronic                             | 133/5500       | 186/4400      | Integrale | Manuale 5 marce    | 1.275              | 206          | 9"2                 | 9,4                | 01/1990-12/1993    |                    |
| 2.3 E 20v                                                                           | EA828 (7A)  | 2309       | Iniezione elettronica indiretta HITACHI                                            | 170/6000       | 220/4500      | Anteriore | Manuale 5 marce    | 1.200              | 220          | 8"6                 | 9,6                | 10/1988-12/1989    |                    |
| 2.3 E 20v                                                                           | EA828 (7A)  | 2309       | Iniezione elettronica indiretta HITACHI                                            | 167/6000       | 216/4500      | Anteriore | Manuale 5 marce    | 1.200              | 220          | 8"6                 | 9,6                | 01/1990-07/1991    |                    |
| 2.3 E 20v quattro                                                                   | EA828 (7A)  | 2309       | Iniezione elettronica indiretta HITACHI                                            | 170/6000       | 220/4500      | Integrale | Manuale 5 marce    | 1.245              | 220          | 8"4                 | 10,2               | 10/1988-12/1989    |                    |
| 2.3 E 20v quattro                                                                   | EA828 (7A)  | 2309       | Iniezione elettronica indiretta HITACHI                                            | 167/5500       | 220/4500      | Integrale | Manuale 5 marce    | 1.245              | 220          | 8"4                 | 10,2               | 01/1990-07/1991    |                    |
| 2.6 E V6                                                                            | ABC         | 2598       | Iniezione elettronica                                                              | 150/5750       | 225/3500      | Anteriore | Manuale 5 marce    | 1.305              | 214          | 9"3                 | 9,2                | 08/1992-12/1995    |                    |
| 2.6 E V6 quattro                                                                    | ABC         | 2598       | Iniezione elettronica                                                              | 150/5750       | 225/3500      | Integrale | Manuale 5 marce    | 1.400              | 212          | 9"5                 | 10,3               | 08/1992-12/1995    |                    |
| 2.8 E V6                                                                            | AAH         | 2771       | Iniezione elettronica                                                              | 174/5600       | 245/3000      | Anteriore | Manuale 5 marce    | 1.305              | 222          | 8"                  | 9,3                | 09/1991-12/1995    |                    |
| 2.8 E V6 quattro                                                                    | AAH         | 2771       | Iniezione elettronica                                                              | 174/5600       | 245/3000      | Integrale | Manuale 5 marce    | 1.400              | 222          | 8"                  | 10,4               | 09/1991-12/1995    |                    |
| S2 quattro                                                                          | EA828 (3B)  | 2226       | Iniezione elettronica indiretta Bosch Motronic 2.3, turbocompressore e intercooler | 220/5900       | 309/1950      | Integrale | Manuale 5 marce    | 1.420              | 248          | 6"1                 | 10,4               | 09/1990-09/1992    |                    |
| S2 quattro                                                                          | EA828 (ABY) | 2226       | Iniezione elettronica indiretta Bosch Motronic 2.3, turbocompressore e intercooler | 230/5900       | 350/1950      | Integrale | Manuale 6 marce    | 1.450              | 248          | 5"9                 | 10,2               | 10/1992-08/1995    |                    |
| Note: 1Solo per alcuni mercati, fra cui quello italiano 2Non per il mercato tedesco |             |            |                                                                                    |                |               |           |                    |                    |              |                     |                    |                    |                    |